# Snapshot (fotografering)
 For alternative betydninger, se Snapshot. (Se også artikler, som begynder med Snapshot)
Et snapshot er et foto-lynskud. En fotografisk optagelse af en situation i modsætning til opstillede (portræt)fotografier og anden fotokunst. Som en kuriositet kan nævnes lomografier – en kunstnerisk indgangsvinkel til dårlige snapshots.